# Antonio D'Achiardi

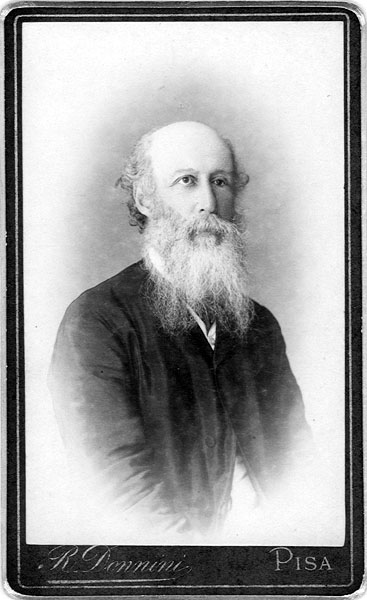
Antonio D'Achiardi

Antonio D'Achiardi (Pisa, 28 novembre 1839 – Pisa, 10 dicembre 1902) è stato un mineralogista italiano.

## Biografia
Nominato professore alla cattedra di "Mineralogia e Petrografia" dell'Università di Pisa, fu il primo a fornire la descrizione del minerale che fu poi chiamato dachiardite, scoperto dal figlio Giovanni in una pegmatite granitica presso San Piero in Campo, all'isola d'Elba.
Nel 1859 fu nominato Aiuto provvisorio nel laboratorio di Chimica generale diretto dal professore Sebastiano De Luca.
Il 22 febbraio 1860, mentre era occupato nella preparazione dell'acido nitrico, ebbe un incidente che lo portò alla perdita dell'occhio sinistro. Per tale motivo dovette lasciare il laboratorio di chimica in cui era stato assunto e iniziò a dedicarsi, da autodidatta, alla mineralogia.

Assieme a Quintino Sella e Giorgio Strüver è considerato uno dei fondatori di questa scienza.
Nel 1873 fu nominato professore ordinario di mineralogia a Pisa e nel 1881 vi istituì un laboratorio ed un museo di mineralogia.
Fu segretario della Società Toscana di Scienze naturali dal 1874.
Nel 1875 fu insignito della medaglia d'oro dell'Accademia delle scienze di Modena, conferitagli per la pubblicazione Mineralogia della Toscana.
D'Achiardi fu tra l'altro autore di un poema scientifico, intitolato La Terra, in 35 canti, ispirato alla terza cantica della Divina Commedia.
Sposò Marianna Camici e fu padre del mineralogista Giovanni e del pittore e museografo Pietro.

## Opere

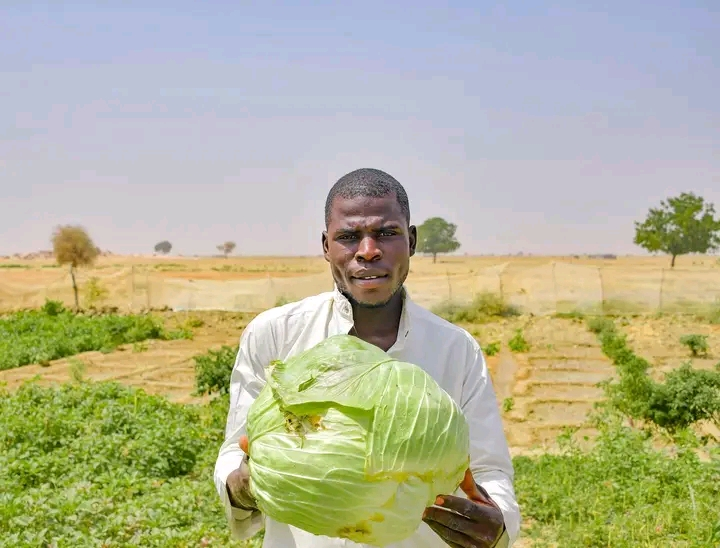
Antonio D'Achiardi

- 1866. Corallari fossili del terreno nummulitico delle Alpi Venete. Parte 1ª con 5 tavole; pag. 54 in 4°. Memorie della Società italiana di Scienze naturali, tomo II, n. 4. Milano.
- 1867. Corallari fossili del terreno nummulitico nelle Alpi Venete. Catalogo e Brevi note, pag. 18 in 4°. Pisa.
- 1867. D'alcune caverne e brecce ossifere dei monti pisani. Il Nuovo Cimento. Pisa., su springerlink.com. URL consultato il 29 giugno 2021 (archiviato dall'url originale l'11 aprile 2013).
- 1868. Corallari fossili del terreno nummulitico delle Alpi Venete. Parte 2ª con 8 tavole, pag. 32 in 4°. Memorie della Società italiana di Scienze naturali, tomo IV, n. 1. Milano.
- 1868. Studio comparato fra i corallari dei terreni terziari del Piemonte e delle Alpi Venete, pag. 74 in 4° con 2 tavole. Pisa.
- 1872. Mineralogia della Toscana. 2 volumi di pag. 276 e 406 in 8°. Pisa. 1875. Sulla cordierite nel granito normale dell'Elba e sulle correlazioni delle rocce granitiche alle trachitiche, pago 12 in 8° grande. Pisa.
- 1875. Coralli eocenici del Friuli, pag. 102 in 8° grande con 6 tavole.Estratto dagli Atti della Soc. tosc. di Sc. nat., Memorie, vol. I. Pisa.
- 1877. Miniere di mercurio in Toscana, pago 19 in 8° grande con una tavola. Atti Soc. tosc. di Sc. nat., Memorie, vol. III. Pisa.
- 1877. Minerali toscani (Ematite, Baritina, Farmacosiderite, Preenite, Epidoto, Sperchise), pag. 6 in 8° grande con figure nel testo. Atti Soc. tosc. di Sc. nat., Memorie, vol. III. Pisa.
- 1878. Sull'immagine dell'acido borico e dei borati, pag. 20 in 8° grande. Atti Soc. tosc. di Sc. nat., Memorie, vol. III. Pisa.
- 1879. Coralli giurassici dell'Italia settentrionale, pag. 80 in 8° grande con 4 tavole doppie. Atti Soc. tosc. di Sc. nat., Memorie, vol. IV. Pisa.
- 1882. Il gabbro rosso, pag. 3 in 8° grande. Atti Soc. tosc. di Sc. natur., Processi verbali, vol. III. Pisa.
- 1883. I metalli, loro minerali e miniere, 2 volumi in 8° grande di pag. 403 e 634. Pisa.
- 1885. Della trachite e del porfido quarzifero di Donoratico presso Castagneto nella Provincia di Pisa, pag. 28 in 8° grande con 2 tavole. Atti Soc. tosc. di Sc. nat., Memorie, vol. VIII. Pisa.
- 1885. Diabase e diorite dei Monti del Terriccio e di Riparbella, pag. 9 in 8° grande. Atti Soc. tosc. di Sc. nat., Processi verbali, vol. IV. Pisa.
- 1885. Tormalinolite del Bottino nelle Alpi Apuane, pag. 4 in 8° grande. Atti Soc. tosc. di Sc. nat., Processi verbali, vol. IV. Pisa.
- 1887. Rocce ottrelitiche delle Alpi Apuane, pag. 16 in 8° grande con 1 tavola. Atti Soc. tosc. di Sc. nat., Memorie, vol. VIII. Pisa.
- 1888. Guida al Corso di Litologia. Un volume di 435 pagine in 8° grande. Pisa.
- 1892. Le rocce del Verrucano nelle Valli di Asciano e di Agnano nei Monti Pisani, pag. 25 in 8° grande. Atti Soc. tosc. di Sc. natur., Memorie, vol. XII. Pisa.
- 1900. Guida al corso di Mineralogia. Un volume di pagine 399 in 8° con 381 figure nel testo. Pisa.
- 1902. Considerazioni sull'acqua di cristallizzazione, pag. 13 in 8° grande. Atti Soc. tosc. di Sc. nat., Memorie, vol. XVIII. Pisa.